# Rząd opiekuńczy w Syrii
Syryjski rząd opiekuńczy (arab. ‏حكومة تصريف الأعمال السورية‎) został ogłoszony 8 grudnia 2024 roku przez siły opozycji w Damaszku, w następstwie wygnania byłego prezydenta Baszszara al-Asada i upadku jego reżimu.
W dniu 29 stycznia 2025 roku Ahmad asz-Szara został mianowany prezydentem Syrii przez Syryjskie Dowództwo Generalne na okres przejściowy podczas Konferencji Zwycięstwa Rewolucji Syryjskiej w Damaszku, po tym jak służył jako faktyczny przywódca po upadku reżimu Assada. Jako prezydent, asz-Szara ogłosił plany wydania „deklaracji konstytucyjnej” jako odniesienia prawnego po uchyleniu konstytucji baasistowskiej Syrii z 2012 roku. 13 marca podpisał tymczasową konstytucję na pięcioletni okres przejściowy, ustanawiając prawo islamskie jako główną pochodną orzecznictwa i obiecując ochronę praw wszystkich grup etnicznych i religijnych Syrii. 29 marca rząd został zastąpiony przez syryjski rząd przejściowy.

## Kontekst
Po pięciu latach zawieszenia broni z wyjątkiem niewielkich potyczek granicznych, w dniu 8 grudnia 2024. Baasistowski reżim pod przywództwem prezydenta Baszszara al-Assada upadł podczas nagłej ofensywy sił opozycji. Baszszar al-Asad i jego rodzina otrzymali azyl w Moskwie z „powodów humanitarnych”. Ofensywa była prowadzona głównie przez organizację Hajat Tahrir asz-Szam (HTS), mającą korzenie w Al-Ka’idzie, Wolną Armię Syrii trenowaną przez USA i Syryjską Armię Nardową utworzoną przez Turcję.

## Sprawowanie władzy
W dniu ogłoszenia rządu przewodniczący jednej z głównych grup opozycji, HTS, Ahmad asz-Szara poinformował na Telegramie, że ustępujący premier Muhammad Ghazi al-Dżalali będzie tymczasowo sprawował urząd premiera. Dzień później przekazał stanowisko Muhammadowi al-Baszirowi, który będzie pełnił tę funkcję do czasu rozwiązania rządu przejściowego. Dnia 29 stycznia 2025, przywódca HTS-u Ahmad asz-Szara został mianowany na prezydenta rządu przejściowego, aż do zakończenia jego działań.

### Rozwiązanie rządu opiekuńczego i utworzenie rządu przejściowego
Rząd wdrożył tymczasową konstytucję Syrii z 2025 roku, tymczasową konstytucję ratyfikowaną przez prezydenta Syrii Ahmada asz-Szarę w dniu 13 marca 2025 roku, ustanawiającą podstawowe prawo Syrii na pięcioletni okres przejściowy od 2025 do 2030 roku. Konstytucja tymczasowa ustanawia system prezydencki z władzą wykonawczą w rękach prezydenta, który mianuje ministrów, bez stanowiska premiera. W dniu 29 marca syryjski rząd przejściowy został ogłoszony przez asz-Szarę podczas ceremonii w Pałacu Prezydenckim w Damaszku, podczas której nowi ministrowie zostali zaprzysiężeni i wygłosili przemówienia przedstawiające ich programy. Rząd zastąpił pierwszy syryjski rząd opiekuńczy, który został utworzony po upadku reżimu Assada.

### Ministrowie
Ministrowie Rządu Syryjskiego Ocalenia kontynuowali swoje obowiązki w nowym rządzie.
| Ministerstwo                              | Minister                  | Frakcja    | Od               | Do            |
| ----------------------------------------- | ------------------------- | ---------- | ---------------- | ------------- |
| Premier                                   | Muhammad al-Baszir        | HTS        | 10 grudnia 2024  | 29 marca 2025 |
| Rozwoju Administracyjnego                 | Fadi al-Kasim             | HTS        | 10 grudnia 2024  | 29 marca 2025 |
| Rolnictwa i Reform Rolnych                | Muhammad al-Ahmad         | HTS        | 10 grudnia 2024  | 29 marca 2025 |
| Łączności i Technologii Informacyjnych    | Husajn al-Masri           | niezależny | Grudzień 2024    | 29 marca 2025 |
| Obrony Narodowej                          | Murhaf Abu Kasra          | HTS        | 21 grudnia 2024  | 29 marca 2025 |
| Gospodarki i Handlu Zagranicznego         | Basil Abd al-Aziz         | HTS        | 10 grudnia 2024  | 29 marca 2025 |
| Edukacji                                  | Nazir al-Kadri            | HTS        | 10 grudnia 2024  | 29 marca 2025 |
| Awqaf (Darowizn)                          | Husam Hadżdż Husajn       | HTS        | 10 grudnia 2024  | 29 marca 2025 |
| Energii Elektrycznej                      | Umar Szakruk              | HTS        | 10 grudnia 2024  | 29 marca 2025 |
| Finansów                                  | Muhammad Abazajd          | niezależny | Grudzień 2024    | 29 marca 2025 |
| Spraw Zagranicznych i Cudzoziemców        | Asad Hasan asz-Szajbani   | HTS        | 21 grudnia 2024  | 29 marca 2025 |
| Dyrektor Głównej Służby Wywiadowczej      | Anas Chattab              | HTS        | 26 grudnia 2024  | 29 marca 2025 |
| Dyrektor Generalnej Dyrekcji Ceł          | Kutajba Ahmad Badawi      | HTS        | Grudzień 2024    | 29 marca 2025 |
| Szkolnictwa Wyższego i Badań Naukowych    | Abd al-Munim Abd al-Hafiz | HTS        | 10 grudnia 2024  | 29 marca 2025 |
| Informacji                                | Muhammad al-Umar          | HTS        | 10 grudnia 2024  | 29 marca 2025 |
| Zdrowia                                   | Mahir asz-Szar            | HTS        | 16 grudnia 2024  | 29 marca 2025 |
| Spraw Wewnętrznych                        | Ali Keda                  | HTS        | 19 stycznia 2025 | 29 marca 2025 |
| Handlu Wewnętrznego i Ochrony Konsumentów | Mahir Chalil al-Hasan     | niezależny | 10 grudnia 2024  | 29 marca 2025 |
| Sprawiedliwości                           | Szadi al-Wajsi            | HTS        | 10 grudnia 2024  | 29 marca 2025 |
| Administracji Lokalnej i Środowiska       | Muhammad Muslim           | HTS        | 10 grudnia 2024  | 29 marca 2025 |
| Ropy Naftowej i Zasobów Mineralnych       | Ghijas Dijab              | niezależny | Grudzień 2024    | 29 marca 2025 |
| Transportu                                | Baha ad-Din Szarm         | niezależny | Grudzień 2024    | 29 marca 2025 |
| Zasobów Wodnych                           | Usama Abu Zajd            | niezależny | Grudzień 2024    | 29 marca 2025 |
| Szef biura ds. kobiet                     | A’isza ad-Dibs            | niezależny | 22 grudnia 2024  | 29 marca 2025 |

## Reformy

### Reforma konstytucyjna
Rzecznik rządu poinformował agencję prasową Agence France-Presse o decyzji zawieszenia konstytucji i parlamentu na czas trwania okresu przejściowego. W tym czasie konstytucja zostanie zbadana przez „Komisję Sprawiedliwości i Praw Człowieka”, która ma wprowadzić wszelkie potrzebne poprawy.

### Reformy gospodarcze
Według Izby Handlu Damaszku planowana jest transformacja gospodarcza na wolny rynek, ze znaczną liberalizacją eksportu i importu. Liderzy biznesu, z którymi przeprowadził wywiady Reuters, opisali obiecane zmiany jako „zachęcające”. Rząd oświadczył, że priorytetem mają być inwestycje w odbudowę, gdyż szkody spowodowane wojną domową szacowane są na dziesiątki miliardów dolarów.
Ministerstwo Transportu poinformowało że przestrzeń powietrzna Syrii zostanie ponownie otwarta dla ruchu lotniczego i dodało, że przygotowuje się do wznowienie działalności międzynarodowych lotnisk w Damaszku i Aleppo.